# Секуальс
Секуальс (итал. Sequals) — коммуна в Италии, располагается в регионе Фриули-Венеция-Джулия, в провинции Порденоне.
Население составляет 2204 человека (2008 г.), плотность населения составляет 79 чел./км². Занимает площадь 27 км². Почтовый индекс — 33090. Телефонный код — 0427.
Покровителем коммуны почитается святой апостол Андрей Первозванный, празднование 30 ноября.

## Демография
Динамика населения:

## Администрация коммуны
- Официальный сайт: http://www.comune.sequals.pn.it